# Dornier Do 29
Il Dornier Do 29 fu un velivolo sperimentale, sviluppato da Dornier-Werke e da Deutsches Zentrum für Luft- und Raumfahrt (agenzia tedesca che si occupa della ricerca e sperimentazione in campo aeronautico) negli anni cinquanta, con il quale si voleva sperimentare il decollo e atterraggio corto (STOL) grazie all'inclinazione delle eliche.
Nonostante i prototipi raggiungessero gli obbiettivi prefissati il progetto Do 29 fu cancellato.

## Storia del progetto

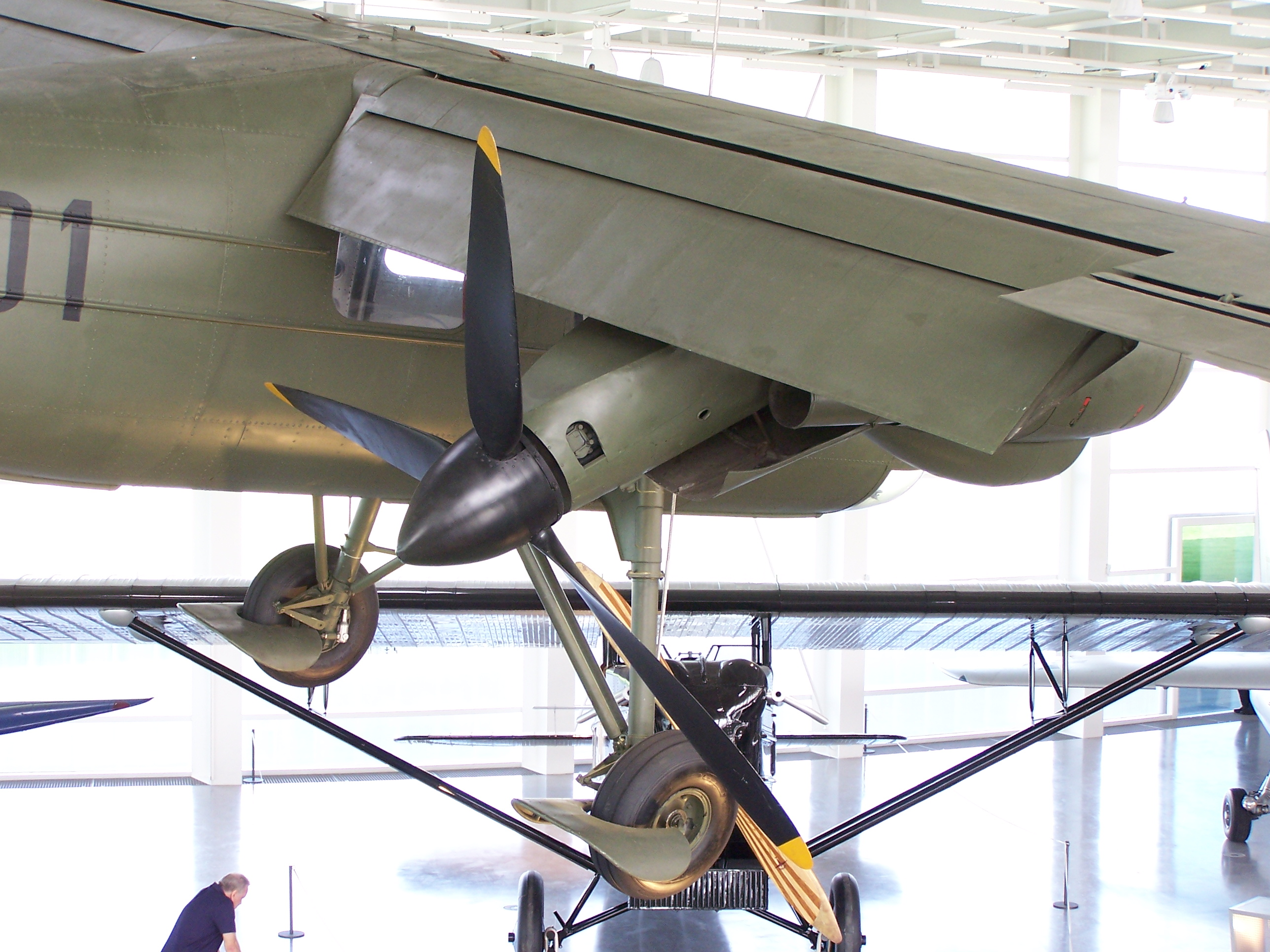
Particolare dell'ala del Dornier Do 29 conservato al Dornier Museum.

Durante la seconda guerra mondiale Henrich Focke per Focke-Achgelis, azienda produttrice di elicotteri, sviluppò un progetto di un velivolo a decollo e atterraggio breve (STOL), che però venne abbandonato a causa della guerra. Negli anni cinquanta ritornò però l'interesse per velivoli STOL e VTOL e l'azienda Dornier, rivalutando gli studi di Focke, propose un proprio progetto basato sulla struttura del Dornier Do 27, attraverso il quale dimostrare la fattibilità del nuovo sistema.
Nel Do 29 i due motori Lycoming O-480, gli stessi 6 cilindri contrapposti raffreddati ad aria utilizzati nel Do 27, furono montati in configurazione spingente all'interno di gondole subalari e ognuno azionava un'elica a tre pale che poteva essere inclinata fino a raggiungere un'angolazione di 90° verso il basso, generando così una spinta direzionale che sommata alla portanza generata dall'ala rendeva possibile il decollo quasi verticale. La cabina di pilotaggio del Do 29, molto simile a quello di un elicottero, fu dotata di un seggiolino eiettabile prodotto da Martin-Baker Aircraft.
Oltre ai due prototipi del Do 29 venne pianificata la costruzione di un terzo esemplare di preproduzione ma che non venne mai realizzata. Il primo prototipo volò per la prima volta il 12 dicembre del 1958. Gli esiti delle prove di volo, pur nella parziale rotazione delle eliche, arrivate solo ai 60º rispetto ai 90º previsti dalle specifiche del progetto, risultarono estremamente soddisfacenti.

## Esemplari attualmente esistenti
Uno dei due prototipi costruiti è esposto al pubblico presso le strutture museali del Dornier Museum, a Friedrichshafen in Germania.

### Annotazioni
1. ↑  Indicato dall'RLM come Fa 269, il progetto non venne sviluppato per le avverse condizioni alla Germania verso il termine della guerra.

### Fonti
1. ↑  Waffen und Technik: Projekte - Do 29 in Luftwaffe.
2. ↑  Luftwaffe, Do 29.